# Maurice Colclough
Maurice Colclough (* 2. September 1953 in Oxford; † 27. Januar 2006) war ein englischer Rugby-Union-Spieler.
Seine Premiere im Rugby feierte Colclough beim 15-0-Sieg zwischen England und Schottland 1978. Er spielte zwischen 1978 und 1986 für Sussex and Lancashire, sowie für East Grinstead, Wasps und Swansea. Seinen größten Erfolg feierte er 1980 beim Grand-Slam-Sieg der Engländer über Schottland. England gewann nach 1957 erstmals wieder die Five Nations und konnte den Titel erst 1991 erneut gewinnen.
Colclough starb an einem Gehirntumor und hinterlässt seine Frau und fünf Kinder.